# Ingjerd Schou
Ingjerd Schou (født 20. januar 1955 i Sarpsborg) er en norsk politiker (H). Hun var valgt til Stortinget for Østfold i perioden 2001-2017, og var socialminister i Regeringen Kjell Magne Bondevik II fra 19. oktober 2001 til 18. juni 2004. Hun var medlem i Justiskomiteen i resten af hendes stortingsperiode. 

## Karriere
Schou voksede op i Skiptvet i Østfold, men bosatte sig senere i Spydeberg. Hun flyttede hjemmefra da hun var 15 år gammel for at gå på reformgymnasie. Derefter blev det uddannelse inden for sygeplejefaget: normal sygeplejeuddannrelse og offentlig godkendt sygeplejerske fra 1977, specialuddannet i intensivsygeplejen i 1980, administrationslinjen ved Norges Sykepleierhøyskole i 1982, og Med.fak fra Universitetet i Oslo, samt mastergrad i sundhedsadministration fra 1988. Hun har faglig baggrund som specialuddannet sygeplejerske og har titel som cand. mag. i Sundhed. 
Hendes baggrund fra sundhedsvæsenet bragte hende ind i flere administrative stillinger indenfor Østfold fylkeskommune før hun i 1991 blev direktør for Indre Østfold sygehus i Askim. Fra 2006 har Schou været projektdirektør i Helse Øst RHF, og senere Helse Sør-Øst RHF.